# سليمان (اسم)
سُلَيْمان هو اسم علم مذكر أصله عربي ، ومعناه هو رجل السلام، واشتهر بالاسم النبي سليمان، ولفظ الاسم بالعبري هو شِلومو، وفي العربية اُشتق اسم سلمان وهو تصغير سليمان.

## شخصيات تحمل الاسم
- النبي سليمان (أحد الأنبياء الثمانية والأربعين وابن داود).
- سليمان بن عبد الملك (سابع الخلفاء الأمويين).
- سليمان بن مهران الأعمش (تابعيٌّ ومحدّثٌ ثِقة).
- سليمان بن قتلمش (سلطان سلاجقة الروم).
- سليمان القانوني (عاشر سلاطين السلطنة العثمانية).
- سليمان الراجحي (رجل أعمال سعودي).